# Droit disciplinaire
Le droit disciplinaire est une branche du droit qui régit la discipline au sein d'un groupe de personnes.
Sa portée précise peut varier en fonction des ressorts législatifs ; en France cela peut inclure les agents publics, les enseignants, les sportifs, les professions réglementées, la marine marchande et les détenus, tandis qu'au Québec, ce domaine juridique ne vise généralement que les membres d'ordres professionnels.

## Par pays

### Droit français
En droit français, le droit disciplinaire est la branche du droit qui fixe les règles de sanction des comportements fautifs commis par des personnes au sein d'un groupe de personnes ayant la même qualité.

### Droit québécois (Canada)
En droit québécois, le droit disciplinaire est la partie du droit des professionnels qui s'intéresse aux infractions déontologiques commises par des membres d'ordres professionnels et aux plaintes entendues devant les Conseils de discipline des ordres professionnels, en vertu des dispositions du Code des professions.